# Die Privatsekretärin (film 1953)
Die Privatsekretärin è un film del 1953 diretto da Paul Martin. È il rifacimento di un film del 1931 dallo stesso titolo: diretto da Wilhelm Thiele, era interpretato da Renate Müller. Quest'ultimo a sua volta era basato sull'operetta Die Privatsekretärin di István Békeffy e sul romanzo di István Szomaházy.

## Produzione
Il film fu prodotto dalla Central Cinema Company Film (CCC).

## Distribuzione
Distribuito dalla Gloria Filmverleih AG, uscì nelle sale cinematografiche tedesche presentato in prima a Stoccarda il 17 dicembre 1953.